# PalaMaddalene
Il PalaMaddalene, conosciuto più comunemente come PalaFenera per ragioni di sponsorizzazione è un'arena coperta di Chieri.

## Storia e descrizione
Il PalaMaddalene viene utilizzato sia per attività sportive, soprattutto come palestra e per gare di pallavolo, sia per attività ludiche, come concerti musicali.
Nel palazzetto vengono disputate le partite casalinghe della squadra di pallavolo femminile del Chieri '76 Volleyball; in passato ha ospitato le partite casalinghe di un'altra squadra di pallavolo femminile ossia del Chieri Torino Volley Club, quando ancora di chiamava Pallavolo Chieri e poi Chieri Volley, che ha disputato sia la Serie A1 che la Serie A2, oltre a diverse competizioni internazionali.